# Bling Bling (Oro)
Bling Bling (Oro) è un singolo del rapper italiano Guè, pubblicato il 14 settembre 2018 come secondo estratto dal quinto album in studio Sinatra.

## Descrizione
La quinta traccia dell'album è stata prodotta da Big Fish e Rhade e presenta un campionamento del singolo Oro di Mango. Riguardo a questa scelta, il rapper ha spiegato si tratta del brano preferito dell'artista, aggiungendo:

## Video musicale
Il video, diretto da Igor Grbesic e Marc Lucas, è stato reso disponibile il 6 novembre 2018 attraverso il canale YouTube del rapper.

## Classifiche
| Classifica (2018) | Posizione massima |
| ----------------- | ----------------- |
| Italia            | 9                 |